# Suécia nos Jogos Olímpicos de Verão de 1988
A Suécia participou dos Jogos Olímpicos de Verão de 1988 em Seul, na Coreia do Sul. Conquistou nenhuma medalha de ouro, quatro de prata e sete de bronze, somando onze no total. Ficou na trigésima segunda posição no geral.